# Kaworu Nagisa
Kaworu Nagisa (渚 カヲル?, Nagisa Kaworu) è un personaggio della serie televisiva anime Neon Genesis Evangelion, prodotta dallo studio Gainax e diretta da Hideaki Anno, e dell'omonimo manga scritto e disegnato da Yoshiyuki Sadamoto. Il personaggio è comparso anche nelle opere tratte dalla serie animata, in manga spin-off, videogiochi, visual novel, nell'ONA Petit Eva - Evangelion@School e nella tetralogia cinematografica Rebuild of Evangelion. Nel doppiaggio originale è interpretato da Akira Ishida, mentre nell'adattamento italiano il suo ruolo è stato affidato a Massimiliano Alto nella serie e nel The Feature Film, a David Chevalier nell'edizione home video di Panini Video e il Rebuild e a Gabriele Patriarca nel ridoppiaggio di Netflix.
Kaworu, noto con il nome di Tabris, nella serie originale è l'ultimo esemplare di una serie di nemici chiamati angeli. Viene inviato al quartier generale dell'agenzia speciale Nerv in qualità di pilota di un mecha chiamato Eva-02. Egli, una volta giunto alla Nerv, stringe amicizia con Shinji Ikari, pilota dell'Eva-01, dando prova di nutrire affetto nei suoi riguardi. Tuttavia, dopo aver preso controllo dell'Eva-02, Kaworu tenta di ricongiungersi con il primo angelo Adam, che crede custodito all'interno del quartier generale dell'organizzazione. Dopo aver scoperto che l'entità rinchiusa presso la sede della Nerv è in realtà il secondo angelo Lilith, chiede all'amico Shinji di essere ucciso, onde permettere al genere umano di sopravvivere.
Benché sia apparso, per quanto concerne la serie originale, solamente nel ventiquattresimo episodio, il personaggio di Kaworu ha goduto di popolarità fra il pubblico e gli appassionati di animazione, figurando così in cima a dei sondaggi di popolarità e ottenendo dei riconoscimenti. Alcuni critici hanno biasimato l'ambiguità del suo ruolo, la poca chiarezza del suo operato e i toni omosessuali del suo rapporto con Shinji; altri invece ne hanno elogiato la personalità aperta, affettuosa e socievole.

## Concezione e sviluppo
Il nome del personaggio venne scelto da Akio Satsukawa, sceneggiatore che contribuì, assieme al regista Hideaki Anno, alla stesura del ventiquattresimo episodio della serie. Satsukawa optò per il cognome Nagisa (lett. "spiaggia"), in omaggio al regista giapponese Nagisa Ōshima. La scelta di un termine legato al mare gli permise di collegarsi ai nomi di molti altri personaggi della serie, ispirati ad alcune navi della Marina imperiale giapponese, e più in particolare alla parola nami (波? lett. "onda"), presente nel cognome di Rei Ayanami. Il nome Kaworu non fu scritto con la grafia contemporanea カオル?, Kaoru, che vuole il katakana オ?, o, ma con il più desueto e antiquato carattere ヲ?, wo. Il kanji 渚?, Nagisa invece fu scelto per il suo legame grafico con il katakana シ?, shi e il kanji 者?, sha, particolare che rimanda al titolo giapponese della puntata, "L'ultimo messaggero sacrificale" (最後のシ者?, Saigo no shisha). Lo sceneggiatore creò così un gioco di parole con il fonema shisha; esso, a seconda della variante, può assumere il significato di "messaggero" (使者?) o "morto", "defunto" (死者?).

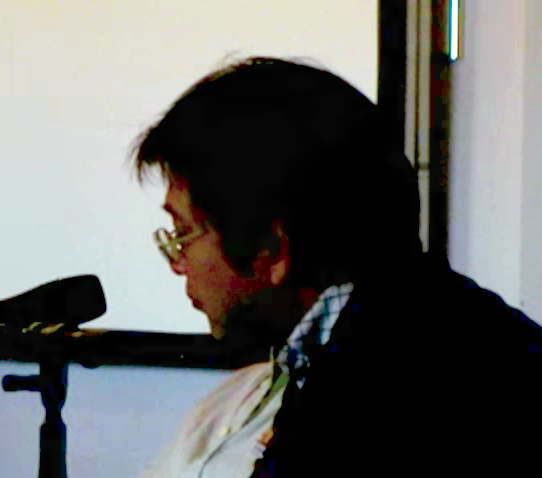
Yoshiyuki Sadamoto, character designer di Neon Genesis Evangelion

Due anni prima della messa in onda la Gainax pubblicò un documento di presentazione della serie intitolato Kikakusho (企画書? lett. "Proposta"). Nel ventiduesimo episodio del progetto originale sarebbe dovuto apparire un «bishōnen costantemente accompagnato da un gatto domestico». Al ragazzo sarebbe stato permesso dalla Nerv di penetrare all'interno dei propri laboratori e, dopo uno scontro in cui Shinji si sarebbe ritrovato «nel dilemma di dover combattere contro un nemico antropomorfo», sarebbe stato rivelato «il più grande segreto dell'organizzazione». Nella prima versione degli eventi il vero angelo avrebbe dovuto essere in realtà il gatto e il ragazzo una marionetta ai suoi comandi; il progetto iniziale fu poi abbandonato, e degli elementi furono fatti confluire nel personaggio di Kaworu. In delle proposte preliminari fu dotato di un core (コア?, koa, lett. "nucleo"), un organo caratteristico degli altri angeli, e della capacità di modificare il proprio aspetto con una metamorfosi, altre idee poi accantonate durante la produzione della serie. A differenza di tutti gli altri esemplari della razza Anno decise di conferirgli il dono della parola e farlo conversare in lingua giapponese. Secondo il regista, inoltre, Rei avrebbe dovuto rappresentare uno Shinji inconscio, mentre Kaworu avrebbe dovuto essere una sua versione ideale, nonché «un ragazzo ideale».
Il suo character design, affidato a Yoshiyuki Sadamoto, venne concepito per essere «più elegante e più raffinato» di quello di Shinji, rispetto al quale avrebbe dovuto essere «più alto, più magro e con un volto più piccolo». Sadamoto descrisse i tratti somatici del suo volto come una fusione fra quelli di Rei, dello stesso Shinji e di Asuka Sōryū Langley. In seguito a una personale richiesta del regista i suoi occhi furono tinti di rosso dal colorista Harumi Takaboshi, per tracciare un'analogia con quelli di Rei e conferirgli «un'impressione distinta». Benché fosse stato concepito per apparire soltanto negli episodi finali, durante la realizzazione della sigla di apertura della serie animata si decise di raffigurarlo con un bozzetto di Sadamoto; in fase di montaggio lo schizzo venne inserito subito prima di un fotogramma ritraente Rei Ayanami e la didascalia Angels.
In fase di produzione Satsukawa scrisse delle bozze per la sceneggiatura del ventiquattresimo episodio, nelle quali il suo rapporto con Shinji avrebbe presentato una maggiore carica omoerotica. Kaworu e Shinji, nelle idee dello sceneggiatore, avrebbero nuotato nudi in un fiume di notte, avrebbero pensato di suonare un giorno il violoncello e il pianoforte insieme e si sarebbero baciati sulle labbra. In una delle bozze del copione inoltre venne concepito come un ragazzo dai capelli biondi. Anno, nonostante la carica omoerotica del copione di Satsukawa, non provò a dissuadere il collega; trovò poi le bozze oltre la propria soglia di tolleranza e le revisionò, mantenendone intatta l'atmosfera di fondo. Il personale di Evangelion bocciò delle proposte dei copioni originali. Masayuki, nominato regista dell'episodio, minacciò anche di abbandonare, alla vista del copione omoerotico di Satsukawa. La scena del fiume fu eliminata, e Anno decise di inserire in sua vece uno spezzone in cui i due ragazzi si rilassano insieme nei bagni termali della Nerv.
Nella scena ai bagni termali della Nerv si vede Kaworu stringere la mano di Shinji. Secondo Masayuki nello storyboard originale Kaworu avrebbe dovuto soltanto sfiorarla, ma gli animatori fraintesero le indicazioni ed esagerarono la cosa; lui stesso, vista la fretta e il poco tempo a disposizione per produrre l'episodio, lasciò correre. Come per altri personaggi il regista ha accostato Kaworu alla propria personalità, e più in particolare alla sua ombra. Secondo una voce di corridoio egli potrebbe aver preso a modello anche Kunihiko Ikuhara, regista della serie animata Sailor Moon e suo amico. Ikuhara in un'intervista negò la cosa, trovando la personalità cinica di Kaworu più affine a quella di Anno; pur affermando di non essere stato coinvolto nella creazione del personaggio, confessò la sua stretta corrispondenza con Anno, con cui era in buoni rapporti fin dalle prime fasi progettuali di Neon Genesis Evangelion. Durante la produzione di Sailor Moon l'intero personale andò in gita alle terme, e Ikuhara conversò tutta la notte con il collega, anche lui animatore e membro del personale della serie. Lo stesso Ikuhara, guardando l'episodio, notò come il contesto della conversazione fosse identico a quello dei bagni termali di Shinji e Kaworu.

### Doppiaggio
In tutti i media in cui compare Kaworu Nagisa è interpretato da Akira Ishida. Nel 1997, anno d'uscita di The End of Evangelion, il doppiatore affermò di aver trovato «molto difficoltoso» il ruolo, e di essersi sentito «parecchio sotto pressione» per il doppiaggio della versione cinematografica. La sua tensione emotiva crebbe quando seppe che ci sarebbero stati due lungometraggi conclusivi, ma rimase soddisfatto della propria interpretazione. Ishida interpretò il personaggio anche negli spin-off tratti dalla serie originale, come in Meitantei Evangelion e Shin seiki Evangelion - Kōtetsu no girlfriend 2nd. Al momento di registrare Evangelion: 1.0 You Are (Not) Alone, primo capitolo della tetralogia cinematografica Rebuild of Evangelion, Anno gli spiegò dettagliatamente il ruolo rivestito da Kaworu nella nuova versione cinematografica e il suo rapporto con Shinji, fornendogli delle indicazioni e alcune informazioni riservate, precluse a tutti gli altri doppiatori. Anche durante le sessioni per il doppiaggio di Evangelion: 3.0 You Can (Not) Redo si sentì teso, ma, affiancato e istruito dal regista, riuscì a superare l'ansia da prestazione e a riprendere il ruolo. Egli dovette registrare diverse volte le sue battute, arrivando perfino a sudare e tremare in fase di registrazione. Ishida dichiarò inoltre di aver trovato delle difficoltà per via del linguaggio del suo personaggio e le sue battute profonde, ma chiese al personale il significato delle proprie battute senza essere lasciato solo durante il lavoro.
Nell'adattamento italiano della serie animata originale e di Neon Genesis Evangelion: The Feature Film il suo ruolo è stato affidato a Massimiliano Alto. Nel doppiaggio italiano dei due lungometraggi conclusivi del 1997, curato dalla Panini Video, è interpretato da David Chevalier e il suo nome è pronunciato Kowaru [koˈwaru]. Chevalier ha successivamente ripreso il ruolo per i capitoli del Rebuild of Evangelion. In lingua inglese è doppiato da diversi attori: nella serie originale è interpretato da Kyle Sturdivant, nella versione director's cut da Greg Ayres, nei due lungometraggi del 1997 da Aaron Krohn e in Rebuild of Evangelion da Jerry Jewell. Nell'adattamento francese è doppiato da Olivier Jankovic e in quello catalano da Claudi Domingo. Nel doppiaggio tedesco della serie originale e dei primi capitoli del Rebuild è interpretato da Robin Kahnmeyer, da Markus Pfeiffer nei due lungometraggi conclusivi del 1997 e da Dirk Petrick in Evangelion 3.0. In lingua spagnola è doppiato da Jordi Pons; nella versione latinoamericana invece è interpretato da Ernesto Lezama e, in una edizione uscita qualche tempo dopo, da Edson Matus. Per l'uscita Netflix è stato doppiato da Clifford Chapin in inglese, Jeremias Koschorz in tedesco, Mario García in spagnolo e Alexis Thomassian in lingua francese.

## Biografia del personaggio

Copertina del nono volume dei filmbook della serie raffigurante Kaworu e Shinji

Il 13 settembre 2000 si verifica un'enorme calamità nel polo sud, causata dal primo di una serie di nemici chiamati angeli. Lo stesso giorno del disastro, in seguito indicato con il nome di Second Impact, nasce Kaworu Nagisa o Tabris, diciassettesimo angelo e "ultimo messaggero sacrificale". In lui viene impiantata l'anima del primo angelo, Adam, recuperata da un'organizzazione segreta chiamata Seele, che cattura Tabris quando è ancora in uno stato embrionale. Tutti i dati sul suo passato vengono cancellati, così da occultare la sua identità. A differenza di tutti gli altri angeli, inoltre, egli riesce a sviluppare sentimenti vicini a quelli degli esseri umani e a comunicare con loro. Tabris, in forma antropomorfa, assume l'aspetto di un ragazzo dai capelli grigi, il colorito pallido e gli occhi rossi, e perciò solito riferirsi agli esseri umani con il termine Lilim.
Nel 2015 la Seele e un misterioso organo chiamato Commissione per il perfezionamento dell'uomo lo inviano al quartier generale dell'agenzia speciale Nerv per compiere una missione in qualità di Fifth Children e sostituto di Asuka Sōryū Langley, diventata incapace di pilotare l'Unità 02. Kaworu, subito dopo essere giunto nella città di Neo Tokyo-3, incontra Shinji Ikari, Third Children e pilota dell'Eva-01, forse premeditatamente. Egli stringe immediatamente amicizia con lui, dimostrando sincera simpatia nei suoi riguardi. La sua posizione di pilota gli consente di introdursi senza nessuna mediazione nella Nerv, destando le perplessità di Misato Katsuragi, maggiore del reparto operativo dell'organizzazione.
Una volta giunto nel quartier generale entra in contatto con Rei Ayanami, pilota dell'Eva-00 in cui è impiantata l'anima di un altro angelo, e confessa di condividere la sua natura di ibrido. Il ragazzo viene sottoposto a un test di sincronia con l'Unità 02, ottenendo un risultato così alto da sbalordire il personale della Nerv e variando arbitrariamente il proprio tasso di sincronia con l'umanoide. Kaworu, sfruttando le proprie abilità di angelo, riesce a manipolare e a controllare i movimenti dell'Unità 02, nel tentativo di introdursi nel Terminal Dogma del quartier generale della Nerv ed entrare in contatto con l'angelo Adam, che si suppone custodito all'interno della struttura. Il giovane, malgrado le sue sembianze antropomorfe, dimostra di possedere una serie di capacità anomale, fra le quali la levitazione e l'AT Field, campo di forza caratteristico degli angeli e degli Evangelion. Giunto a destinazione scopre che all'interno della base non è custodito Adam, ma il secondo angelo Lilith. Kaworu alla vista di Lilith interrompe il suo tentativo di contatto e decide di conservare la stirpe dei Lilim, l'umanità che da lei discende, piuttosto che provocarne l'estinzione, lasciandosi uccidere dall'Eva-01.

## Caratterizzazione
(Akira Ishida, interprete di Kaworu Nagisa)

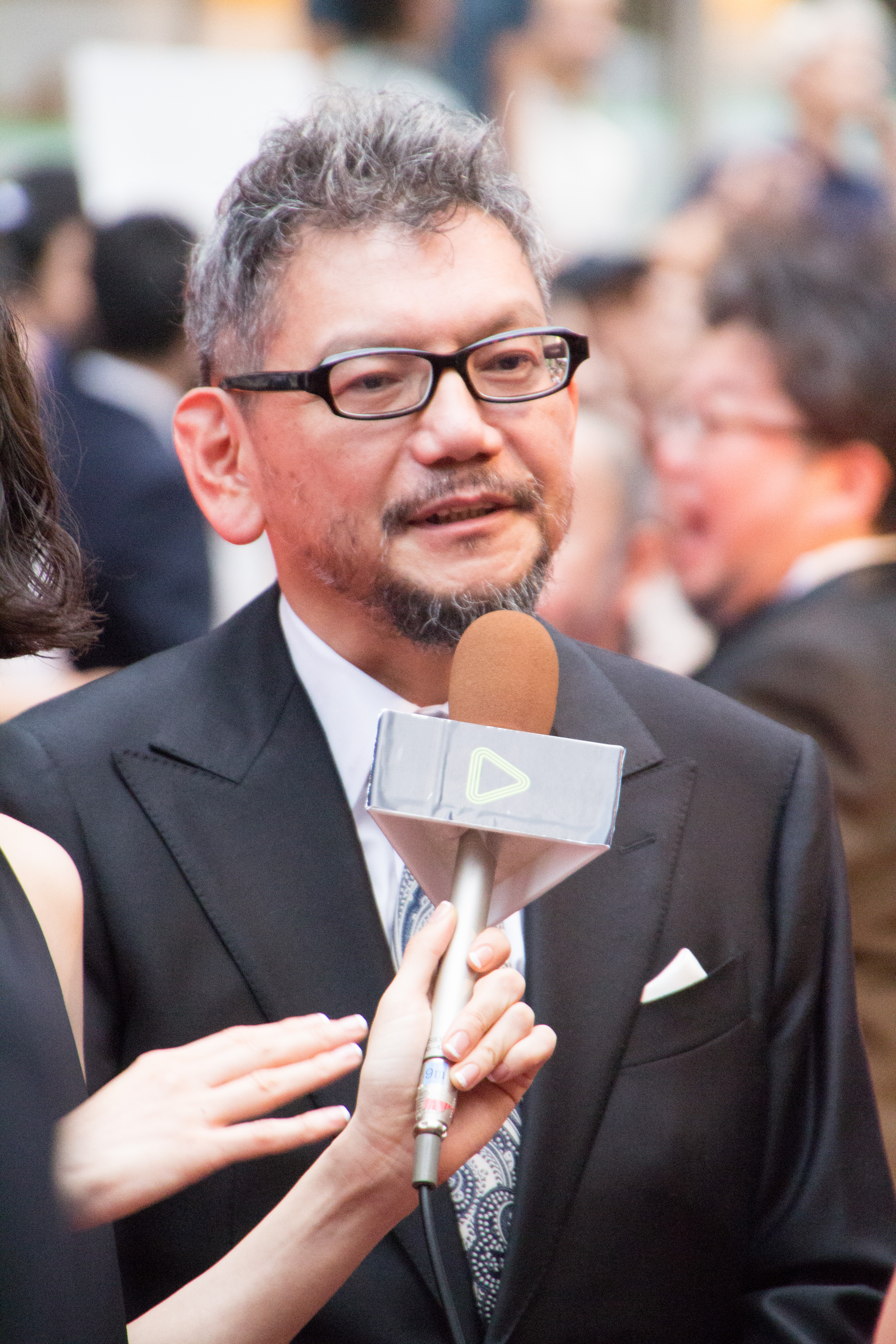
«Volevo che [Kaworu] fosse una persona estremamente buona, il tipo di persona di cui chiunque si innamorerebbe. Quasi come se, dopo averlo visto, Shinji non possa che sviluppare un forte complesso [emotivo]»
—Hideaki Anno

Kaworu Nagisa è un ragazzo erudito con una personalità distaccata, schietta e onesta. Egli cela i propri veri sentimenti alle altre persone, eccezion fatta per il suo collega, il Third Children Shinji Ikari. Fin da subito egli dimostra interesse per il Third Children, la prima persona con cui entra in contatto dopo essere giunto a Neo Tokyo-3. Nel ventiquattresimo episodio della serie originale, ad esempio, afferma enigmaticamente di essere «nato per incontrarlo». Kaworu, discutendo con lui nelle terme della Nerv, gli dichiara i propri sentimenti con la frase «ti voglio bene» (好きってことさ?, suki tte koto sa), in cui la parola suki (好き?) può assumere la connotazione di "piacere", "amare".
Malgrado Shinji sia propenso a mantenere una certa distanza emotiva nei confronti delle altre persone, il Fifth Children è capace di aprire il suo cuore e fargli esprimere apertamente i propri sentimenti. Kaworu mostra di provare simpatia disinteressata e spontanea nei confronti del compagno, verso il quale nutre un sincero e incondizionato affetto, completamente slegato dalla sua natura di diciassettesimo angelo. Shinji, riconosciuta la sua sincerità, lo lascia avvicinare. I due giovani, nonostante la brevità del tempo trascorso insieme, sono attratti l'un l'altro e costruiscono un rapporto basato su stima reciproca.
Kaworu per Shinji si rivela il primo amico di cui potersi fidare e un interesse romantico omosessuale e si sente tradito alla rivelazione della sua natura di angelo. Il Fifth Children, da parte sua, seduce il compagno con il suo fascino misterioso. Kotono Mitsuishi e Megumi Hayashibara, interpreti originali di Misato e Rei, hanno paragonato la coppia a Orihime e Hikoboshi, i due leggendari amanti del mito della tanabata. Kaworu è la prima persona a dire a Shinji di amarlo e accettarlo per come è, lasciando così aprire il suo cuore. Dopo la sua improvvisa morte il Third Children ricade in uno stato di afflizione per la perdita subita e si chiude nuovamente in sé. Secondo Kunihiko Ikuhara, regista e amico personale di Hideaki Anno, a differenza di tutti gli altri personaggi della serie, egli accetta e ama il compagno incondizionatamente, senza che questi debba sforzarsi per cercare di essere diverso da come è; stando alle sue parole: «Shinji viene tiranneggiato dal padre, schiaffeggiato da Ayanami, chiamato stupido da Asuka e Misato gli urla di comportarsi da uomo; non riceve molta compassione dagli altri, e credo che in questa situazione l'unico a dirgli che va bene così com'è sia Kaworu». Kaworu poco prima di morire mantiene immutato il proprio sentimento di affetto per il compagno, dicendo che incontrarlo lo ha reso felice.

### Versioni alternative
Dopo la fine della prima messa in onda di Eva venne pubblicata una traccia audio chiamata After the End, in cui i personaggi della serie, interpretati dai propri doppiatori originali, discutono e preparano un nuovo finale poco prima della scadenza della tabella di marcia, rompendo la quarta parete. Fra i vari personaggi compare Kaworu; quando Asuka lo chiama con il nomignolo di homoboy, egli le dice: «Gradirei che non facessi affermazioni di questo tipo, in mancanza di prove». Nagisa, assieme agli altri piloti di Eva, entra a far parte suo malgrado di un gruppo di supereroi in stile super sentai, chiamato dalla stessa Asuka Shin sentai Evangelion. In Neon Genesis Evangelion: Death and Rebirth sono presenti delle sequenze in cui quattro ragazzi della terza scuola media della città di Neo Tokyo-2, con i rispettivi strumenti, si esercitano in un quartetto d'archi nell'auditorium dell'istituto. È presente, fra i quattro, il violinista, che somiglia a Kaworu; secondo quanto indicato dalle scritte in sovrimpressione l'evento si svolgerebbe diciotto mesi prima della sua comparsa a Neo Tokyo-3. Dal copione si evince che, nonostante la somiglianza con i protagonisti della serie, i quattro ragazzi vadano comunque interpretati come attori di una sequenza immaginaria. Nel lungometraggio seguente, Neon Genesis Evangelion: The End of Evangelion, le anime dell'intera umanità si uniscono in un'unica coscienza collettiva, e Shinji, durante il cosiddetto Perfezionamento dell'uomo, discute simbolicamente con Kaworu e Rei Ayanami. Il Kaworu della pellicola dunque non è reale; nel corso del lungometraggio lui e Rei dicono di rappresentare la speranza, «l'attesa che gli uomini imparino a capirsi».
Il personaggio compare in dei videogiochi dedicati a Evangelion. In Shin seiki Evangelion - Kōtetsu no girlfriend 2nd, come nella serie originale, egli ha un rapporto affiatato con Shinji. Fra gli scenari che coinvolgono i due ragazzi è presente una scena in cui suonano il violoncello e il violino insieme; in un altro scenario invece Kaworu bacia Shinji sulle labbra. Anche nel videogioco Neon Genesis Evangelion 2: Another Cases Kaworu prova un sentimento di amore nei confronti di Shinji, e, nutrendo scarso interesse verso il sesso femminile, preferisce avere una relazione romantica con lui, evitando ogni altro legame. In Neon Genesis Evangelion The Shinji Ikari Raising Project il giocatore ha la possibilità di farlo diventare il migliore amico di Shinji e di far intraprendere loro una relazione sentimentale; nel gioco viene fatto avvicinare a Shinji per volontà della dottoressa Ritsuko Akagi. Egli compare anche nel manga sentimentale Evangelion Iron Maiden; nel corso del manga si scopre che Kaworu, prima ancora di conoscere Shinji, ha incontrato suo padre Gendō, all'epoca un giovane con grandi problemi di autostima e di interazione sociale, senza essere cambiato d'aspetto. In Petit Eva - Evangelion@School egli è uno studente particolarmente popolare fra le studentesse della sua scuola, la terza accademia municipale "Nerv" di Neo Tokyo-3, e dimostra spesso di voler proteggere Shinji, di cui è innamorato.
Nel manga Evangelion - Detective Shinji Ikari i personaggi di Ryōji Kaji e di Kaworu vengono raffigurati come due investigatori privati a cui Shinji è costretto a rivolgersi; in tale universo alternativo Nagisa viene presentato come un suo nuovo compagno di classe, ed egli finisce per indagare insieme a lui su un caso di cronaca. In Evangelion: Cronache degli angeli caduti la sua personalità è relativamente simile a quella della serie originale. Kaworu all'inizio del manga viene visto da Shinji nei pressi di un distributore automatico fuggire dalla scena di una violenta esplosione assieme a Rei Ayanami, con cui intrattiene un misterioso legame. Ikari nell'occasione si imbatte per la prima volta in una gemma non specificata, che porta con sé il giorno seguente. Nagisa, lo stesso giorno, si presenta come suo nuovo compagno di classe all'Accademia della Nerv. Anche in Cronache degli angeli caduti egli mostra interesse nei suoi riguardi, mettendolo a disagio. Shinji, coinvolto in una battaglia di Kaworu e Rei contro Ramiel, finisce per combattere come guardiano Shemuhaza al suo fianco contro dei nemici chiamati angeli, raffigurati come delle creature che prendono possesso dei corpi di persone decedute per cercare di ottenere delle gemme chiamate "nuclei", necessarie alla sopravvivenza di Yggdrasil, l'albero su cui si regge l'equilibrio tra le varie dimensioni della realtà. Ikari in un capitolo spia lui e Rei in un momento di intimità, provando una certa gelosia, per poi ricordare di aver già incontrato Kaworu da piccolo. Lui e Nagisa nel corso degli eventi combattono insieme nel tentativo di salvare Ayanami. Egli è infine uno dei personaggi principali di un pachinko chiamato CR Shinseiki Evangelion: Saigo no shisha (ＣＲ新世紀エヴァンゲリオン ～最後のシ者～? lett. "CR Nuovo secolo Evangelion: L'ultimo messaggero sacrificale"), uscito in Giappone nell'aprile del 2009. Nel corso del gioco Nagisa interviene durante l'Operazione Yashima contro Ramiel assieme al suo Eva-04.

#### Manga
Nel manga di Yoshiyuki Sadamoto Kaworu viene introdotto in anticipo, in un arco narrativo corrispondente al diciannovesimo episodio della serie. Nel 57º capitolo del fumetto incontra Shinji nelle rovine di una chiesa durante un assolo di pianoforte; durante la sua prima comparsa egli uccide un gatto davanti ai suoi occhi. In seguito viene arruolato alla Nerv per rimpiazzare il Fourth Children Tōji Suzuhara, morto in uno scontro, combattendo al fianco di Rei Ayanami contro l'angelo Armisael. Anche il suo ruolo di angelo subisce mutamenti, venendo presentato in veste di dodicesimo anziché diciassettesimo. Shinji in questa versione degli eventi nutre sospetti verso il Fifth Children. Il giovane accusa Kaworu di violare il suo spazio personale. In seguito al decesso di Rei Shinji si trasferisce temporaneamente a casa sua, afflitto e affranto dalla perdita appena subita. Durante un attacco di iperventilazione notturna Kaworu bacia Shinji sulle labbra, suscitandone l'ira. Con il tempo la loro relazione diventa sempre più fredda e tormentata, fino a quando i due non prendono definitivamente strade diverse.
A differenza della serie animata originale, in cui permane una certa ambiguità riguardo alla vera natura del rapporto fra i due ragazzi, lasciando libertà interpretativa agli spettatori, per la realizzazione del manga Sadamoto ha deciso di modificare la caratterizzazione di Kaworu e di lasciare minore margine interpretativo. Nel fumetto, secondo le parole del creatore, Kaworu prova per Shinji «un riflesso dei sentimenti di Rei», ma egli stesso non riesce a comprendere questi sentimenti. Shinji, irritato dal suo comportamento, confessa di essersi sentito «attratto da lui», ma alla fine lo rifiuta, «perché lui non è Rei». In un capitolo il Third Children, adirato dai suoi atteggiamenti, arriva a immaginare di strangolarlo; per la scena l'autore si è ispirato a Betty Blue di Jean-Jacques Beineix, nel quale si narra la tormentata storia di due giovani innamorati, in cui alla fine lui strozza lei per amore.
Per la scena in cui Kaworu strangola il gatto Sadamoto riprese le idee abbandonate durante la produzione della serie animata, in cui il personaggio era associato a un gatto. L'autore ha creato Kaworu con l'idea di rappresentare «una situazione in cui a Shinji piace qualcuno»; secondo lui, inoltre, Nagisa è la persona che più di tutti comprende il ragazzo. In un'intervista Sadamoto ha paragonato la sua morte a un «contraddittorio yefumi», un antico rituale giapponese consistente nel calpestamento di immagini cristiane, tramite il quale Tabris chiederebbe a Shinji di dimostrare il proprio amore uccidendolo. Secondo il character designer, in tale particolare momento della propria vita Shinji «non vuole l'affetto di una ragazza, ma l'approvazione di un altro ragazzo». A differenza di Hideaki Anno, che ha voluto affibbiare a Kaworu l'immagine di un «uomo ideale», Yoshiyuki Sadamoto, credendo che gli esseri umani siano l'ultima tappa evolutiva degli angeli, ha cercato di rappresentarlo come un personaggio «preumano» e ingenuo. L'artista, inoltre, si è ispirato al proprio vissuto personale, e più in particolare a un suo compagno di classe di gioventù, un ragazzo affascinante e dall'aspetto gradevole per cui provava ammirazione; stando a quanto da lui stesso dichiarato: «Per lui non nutrivo interesse in senso romantico. Provavo per lui un sentimento delicato, in una fase della vita di per sé delicata».

#### Rebuild of Evangelion
Nella tetralogia Rebuild of Evangelion il personaggio svolge un ruolo rilevante e sembra essere al corrente di dettagli della vita di Shinji ancora prima di poterlo incontrare fisicamente. Viene introdotto nella sequenza finale del primo capitolo, nella quale si risveglia sulla superficie della Luna per dialogare con un membro della Seele. Durante la scena si alza da una bara posta su un mare lunare; accanto alla sua si notano altre quattro bare già aperte e quattro ancora chiuse, per un totale di nove bare visibili. Alle sue spalle viene inquadrato un gigante bianco, simile all'angelo Lilith. Egli è completamente nudo, senza necessitare di tuta o altri mezzi per poter respirare sulla Luna. In più, egli si rivolge al comandante Gendō Ikari, in visita alla base lunare di Tabgha, come «padre mio».
Nel secondo lungometraggio della saga, Evangelion: 2.0 You Can (Not) Advance, Kaworu scende dalla Luna a bordo di un'unità Evangelion nota con il nome di Mark.06. In tal modo egli blocca il Third Impact, rivolgendo a Shinji la frase: «Almeno questa volta riuscirò a renderti felice». Nel copione originale Kaworu avrebbe dovuto pronunciare la battuta con il tipico sorriso spensierato della serie originale; in fase di produzione si decise di dargli una espressione insolitamente turbata. Kazuya Tsurumaki stesso, assistente alla regia della serie classica e dei relativi lungometraggi, l'ha descritta come quella di un uomo che riprende sua moglie con la forza. Stando alle sue stesse parole: «Abbiamo pensato che sarebbe stato più interessante far sembrare che pensasse: "Sei stato con una ragazza mentre ero via? Come osi?"».
In Evangelion: 3.0 You Can (Not) Redo, ambientato a distanza di quattordici anni dal precedente lungometraggio, lavora per la Nerv e viene incaricato di pilotare l'Eva-13 assieme a Shinji per conto di Gendō, che chiama «re dei Lilim». Egli mostra a Shinji, solo e spaventato dal nuovo mondo, le conseguenze delle sue azioni sul pianeta Terra, cercando di allieviare il suo dolore e stargli vicino. Durante il lungometraggio i due Children pilotano nello stesso Entry Plug. Per allenarsi i due ragazzi si esercitano a pianoforte sulla stessa base musicale quattro mani, nel tentativo di sintonizzare i propri pensieri. Raggiunta una buona sintonia, i due si dirigono a bordo dell'Eva-13 nel Terminal Dogma della base della Nerv; verso fine pellicola Nagisa rivela di essere il primo angelo declassato al ruolo di tredicesimo, e muore dicendo a Shinji: «Ci rivedremo». Ad Akira Ishida, interprete di Kaworu, venne chiesto se la sequenza dei due ragazzi uniti nello stesso Evangelion potesse essere interpretata come una «scena d'amore»; Ishida rispose di non avere una risposta certa alla domanda e di voler lasciare l'interpretazione agli appassionati, dicendo: «Ma, alla fin fine, il fatto che siano nella stessa unità è "diverso", perché perseguono lo stesso scopo insieme. Sembra rappresentare la profondità del loro legame». Per Megumi Ogata, interprete di Shinji, quest'ultimo nel Rebuild è più forte e attivo della sua controparte originale; Ogata li ha descritti come due amici che accorciano gradualmente la propria distanza emotiva.

## Riferimenti culturali e interpretazioni
Fin dalla prima messa in onda della serie sono nate delle controversie sul rapporto fra Shinji e Kaworu; molte discussioni sono sorte sul tema, nel tentativo di stabilire se fra i due ci sia o no una relazione omosessuale. Patrick Drazen nel suo libro Anime Explosion! ha espresso una propria interpretazione, che esclude però l'idea di una relazione affettiva fra i due ragazzi. Hiroki Azuma, critico culturale e filosofo giapponese, ha invece interpretato il loro rapporto come erotico. Il pubblico femminile appassionato di yaoi, in particolare, rimase colpito dalla comparsa di Kaworu; Masayuki, regista del ventiquattresimo episodio, fu interrogato in proposito. Masayuki descrisse, come nelle interviste fatte a Hideaki Anno, il rapporto fra Shinji e Kaworu come «un omoerotismo di tipo fisico», dicendo di non aver pensato alla reazione del pubblico yaoi in corso d'opera, ma solo in un secondo momento. La doppiatrice di Shinji, Megumi Ogata, ha dichiarato di non vedere Kaworu come un compagno romantico per Shinji e di ritenere invece i due degli amici di pari livello nel Rebuild. Lynzee Loveridge di Anime News Network ha interpretato Kaworu come una figura negativa, dicendo che «la sua gentilezza [nei confronti di Shinji] nasconde un lato disgustoso», vedendolo come un angelo che inganna e usa Shinji per i propri scopi personali. Evangelion Chronicle afferma la sincerità dell'affettuosità di Kaworu, onestamente interessato al ragazzo. Mike Crandol, recensore di Anime News Network, in un'analisi interpretativa della serie ha inteso il loro rapporto come una metafora «dell'accettazione» e dell'amore incondizionato, ma secondo lui «Kaworu, proprio come queste cose, dimostra di non essere vero». Anche il suo collega Zac Bertschy ha fornito un'interpretazione simile in una recensione su Evangelion 3.0. Pur non interpretandolo come un antagonista o una figura negativa, secondo Bertschy la sua presenza dimostrerebbe la fragilità emotiva di Shinji e la difficoltà del suo lungo percorso di autoaccettazione: «Kaworu è un compagno premuroso e amorevole che si preoccupa per la felicità di Shinji, che si rifiuta di lasciarlo indietro, e che prende il terribile fardello di Shinji sulle proprie spalle». Secondo Elliot Gay, recensore del sito web Japanator, Kaworu sarebbe una figura positiva, e per Shinji rappresentebbe «la speranza di poter rimediare agli errori passati».
Nell'angelologia occidentale Tabris è l'angelo del libero arbitrio e della libertà; nel Nuctemeron di Apollonio di Tiana viene menzionato fra i geni della sesta ora. Il Tabris di Neon Genesis Evangelion, collegandosi alla tradizione giudaico-cristiana, sceglie di lasciarsi uccidere da Shinji, trovando nella morte la propria libertà assoluta. Lo stesso Nuctemeron cita un demone della terza ora chiamato Cahor, pronunciato Kahoru (カホル?) in giapponese, indicato come l'angelo dell'inganno, particolare collegato dalla rivista Evangelion Chronicle alle sue ingannevoli sembianze antropomorfe. Il suo carattere amorevole e il suo sacrificio sono stati invece accostati dagli appassionati alla figura di Gesù Cristo. Secondo Yūichirō Oguro, curatore di alcuni contenuti delle edizioni home video di Neon Genesis Evangelion, il personaggio presenterebbe delle affinità con Lalah Sune di Mobile Suit Gundam. Per Oguro il loro rapporto con il protagonista maschile della vicenda traccerebbe un'analogia fra i personaggi: entrambi compaiono negli ultimi episodi della serie e sembrano riuscire a comprendere il compagno offrendogli salvezza, morendo per mano sua. Un altro personaggio a cui è stato accostato è Ryo Asuka, principale antagonista di Devilman di Gō Nagai.
Carl Gustav Horn, curatore dell'edizione nordamericana del manga, ha paragonato il Kaworu di Sadamoto allo straniero misterioso dell'omonimo romanzo di Mark Twain; lo straniero del racconto di Twain è un bel ragazzo che si scopre essere un angelo con un concetto cinico della pietà, e il suo vero nome si rivela essere Satana, mentre il sito Du9 ha collegato l'immagine dell'angelo ucciso dall'Eva-01 al quadro di Francisco Goya Saturno che divora i suoi figli. Lo studioso e scrittore giapponese Yūya Satō, dal canto suo, ha accostato il suo ruolo a quello dei personaggi maschili degli yaoi, nonché a quello dei personaggi degli shōjo; secondo Satō la comparsa di Kaworu sarebbe più importante a livello tematico che narrativo, e avrebbe lo scopo di approfondire gli aspetti psicologici di Shinji, proprio come in uno shōjo manga, ove il processo e le dinamiche relazionali dei protagonisti hanno più peso della conclusione o dei combattimenti. Il recensore Toji Aida invece ha paragonato il Kaworu del Rebuild ai fantasmi tipici del teatro Nō, che sconvolgono gli eventi della vicenda nella struttura tripartita del teatro giapponese, Jo-Ha-Kyū (序破急? lett. "inizio, rottura, rapidità"). Il Los Angeles Times ha inoltre visto nei suoi dialoghi con Shinji, in cui gli dice che tutti i peccati possono essere espiati, un riferimento al cristianesimo.
Nel Rebuild of Evangelion Kaworu sostiene che il suo nome sia scritto su un Libro della Vita (生命の書?, seimei no sho), il quale gli consentirebbe di morire e rinascere all'infinito; egli ha poi aggiunto al suo il nome di Shinji, riuscendo dunque a incontrarlo diverse volte. Nella versione italiana di Evangelion 3.0+10 inoltre sostiene di essere in tal modo intrappolato all'interno di un «loop», mentre nella versione giapponese originale usa il termine generico «cerchio». Prima dell'uscita dell'ultimo capitolo del Rebuild si diffuse fra gli appassionati un'ipotesi comunemente indicata come "teoria del loop", secondo la quale la tetralogia sarebbe in realtà un seguito dell'anime; secondo la teoria i personaggi sarebbero costretti a rivivere più volte gli stessi eventi della serie classica con alcuni lievi cambiamenti. Secondo Mario Pasqualini, recensore del sito Dimensione Fumetto, l'ipotesi sarebbe errata, visto che soltanto Kaworu è intrappolato in un ciclo di morte e di rinascita, mentre Shinji e gli altri personaggi vanno avanti linearmente, e diversi dialoghi smentirebbero a suo dire la teoria degli appassionati. Il recensore ha inoltre paragonato il Rebuild al lungometraggio di fantascienza 1999 nen no natsu yasumi. Nella pellicola viene presentarto un personaggio di nome Kaoru, un nuovo studente di un collegio maschile che intrattiene una relazione d'amore con il compagno Kazuhiko. Kaoru si scopre essere in realtà la reincarnazione di Yū, un ragazzo morto suicida poco prima, risorto per cercare di conquistare Kazuhiko, cambiare la storia e dargli un nuovo finale. Pasqualini ha infine collegato il Libro della Vita citato da Kaworu a un omonimo concetto proprio del cristianesimo, secondo il quale sarebbe un testo su cui Dio avrebbe elencato di proprio pugno le persone destinate ad andare in Paradiso nel Giorno del Giudizio. Egli ha notato come in delle scene del Rebuild Rei legga Il principe felice e altri racconti di Oscar Wilde con l'illustrazione di una figura simile a un angelo con una tromba dell'Apocalisse; anche l'illustrazione potrebbe secondo lui essere un riferimento al Libro della Vita dell'Apocalisse di Giovanni.

## Accoglienza
Il personaggio di Kaworu, nonostante la brevità della sua comparsa televisiva, diventò immediatamente popolare fra gli appassionati della serie e rivaleggiò in termini di popolarità con le protagoniste femminili di Neon Genesis Evangelion, Rei Ayanami e Asuka Sōryū Langley. L'apprezzamento del personaggio si rifletté nei sondaggi di popolarità, anche a distanza di anni dalla prima messa in onda della serie. Nel 1997 e nel 1998 Kaworu conquistò il secondo e il sesto posto fra i personaggi maschili più popolari del momento negli Anime Grand Prix, degli ampi sondaggi annuali condotti dalla rivista Animage. Il personaggio è comparso anche nei sondaggi mensili della rivista, rimanendo fra i venti personaggi più popolari per tutto il 1997. Animage, inoltre, lo inserì al ventitreesimo posto fra i cento personaggi più popolari nel 1998 e quarantatreesimo nel 1999. Ad agosto e settembre 2009, poco dopo l'uscita del secondo capitolo del Rebuild, emerse al sesto e al terzo posto fra i personaggi più apprezzati dai lettori del periodico Newtype; a ottobre si classificò quarto. A marzo dell'anno seguente Newtype lo inserì fra i personaggi maschili più popolari degli anni novanta, dandogli il secondo posto, subito dopo Shinji Ikari. Nel febbraio del 2015, a quasi venti anni di distanza dalla prima messa in onda della serie, emerse settimo.
Nel 2014 il sito web Charapedia chiese a circa diecimila appassionati di animazione quale morte avesse avuto il maggiore impatto emotivo su di loro, occasione in cui il decesso di Kaworu si posizionò al 19º posto. Due anni più tardi il sito Anime News Network promosse un sondaggio sui piloti più forti dell'animazione giapponese; nell'elenco dei personaggi più votati Kaworu Nagisa emerse al sedicesimo posto, così come risultò diciannovesimo in una lista simile stilata dagli utenti di Charapedia. A gennaio 2017 la testata giornalistica giapponese Livedoor News chiese ai propri lettori quale fosse il migliore angelo di Neon Genesis Evangelion, sondaggio in cui Kaworu Nagisa emerse terzo. Livedoor News ha citato, fra le possibili ragioni della popolarità di Tabris, la sensazione di superiorità rispetto agli eventi e l'alone della sua figura, «che non lascia affatto trasparire umanità». Nel 2019 il Kaworu del Rebuild è risultato secondo fra i personaggi più popolari di Eva in un sondaggio condotto da Evangelion Store, negozio ufficiale del franchise, subito dopo Asuka. Nel 2020 anche NHK ha chiesto a un largo numero di appassionati di Eva quale fosse il loro personaggio preferito della serie e Kaworu ha guadagnato il secondo posto.
Nel 2019 si è aperto un dibattito riguardo al doppiaggio inglese di Netflix, accusato da molti appassionati di voler edulcorare o censurare il rapporto omoerotico fra Shinji e Kaworu. Il motivo della polemica è stata la scena dei bagni della Nerv; nel vecchio doppiaggio nordamericano, opera della A.D. Vision, il giapponese suki tte koto sa di Kaworu era stato tradotto come «I love you», cioè "ti voglio bene", "ti amo", sostituito nella versione Netflix con «I like you», ossia "mi piaci". Dan Kanemitsu, curatore dei sottotitoli di Netflix e traduttore di lunga data dello studio Khara, è stato interpellato in proposito e ha difeso la nuova traduzione, chiarendo di consultare sempre l'autore dell'opera per le questioni più spinose e controverse; Kanemitsu ha ribadito più volte di aver seguito la traduzione più grammaticalmente corretta possibile del termine suki e di aver comunque cercato di lasciare intatta l'ambiguità di sottofondo, lasciando spazio all'interpretazione degli spettatori. Megumi Ogata, interprete di Shinji, si è espressa sulla questione in un tweet, e ha sostenuto di aver interpretato il suki di Kaworu come un like invece che un love, dicendo di essere contenta della scelta del doppiaggio Netflix.

### Critica
(Kunihiko Ikuhara)
Kenneth Lee di Anime News Network ha criticato il personaggio e i toni omosessuali della sua relazione con Shinji, dicendo: «Kaworu è una figura enigmatica che mette ancora più carne al fuoco e confusione, e l'unica cosa che riesce a fare è sollevare ancora più domande senza risposta. [...] L'elemento omosessuale è probabilmente l'aspetto più inquietante, gratuito e inutile del ventiquattresimo episodio». L'apertura che Shinji dimostra nei suoi confronti sarebbe ingiustificata e «irrazionale»; secondo lei: «L'omosessualità è soltanto uno specchio per le allodole per attrarre la generazione X». Anche Mary Lee Sauders di Manga Tokyo ha criticato l'immediato decesso del personaggio e l'interruzione del suo rapporto con Shinji.Opinione differente è stata data dalla sua collega Lyznee Loveridge, che ha elogiato lo sviluppo della coppia, dicendo: «Il destino della loro relazione è tragico, ma il poco tempo che i due trascorrono insieme è un soffio d'aria fresca rispetto all'egoismo che contraddistingue i rapporti tra tutti gli altri personaggi della serie».
Per Caleb Bailey di Comic Book Resources la scena di Shinji e Kaworu insieme ai bagni termali della Nerv ha «segnato il solco» sui rapporti omosessuali nell'animazione giapponese, anticipando i tempi. Anche il portale Pride.com, dedicato all'omonima parata e ai diritti LGBTQ+, ha più volte elogiato Kaworu e il suo rapporto con Shinji, considerando come ai tempi non ci fossero molte rappresentazioni di rapporti omosessuali nei media rivolti a un pubblico generalista. I siti Screen Rant e Comic Book Resources lo hanno inserito fra i migliori personaggi della serie. Per Reuben Baron di Comic Book Resources, in particolare, la sua sconfitta è «il più drammatico esempio» della serietà narrativa degli ultimi episodi di Eva. Anthony Gramuglia ha citato Shinji e Kaworu fra le migliori rappresentazioni queer dell'animazione nipponica, criticando però il ruolo di Kaworu in alcuni spin-off, come Neon Genesis Evangelion: The Shinji Ikari Raising Project. Il ventiquattresimo episodio è ritenuto uno dei migliori della serie, e anche il suo scontro con Shinji è stato accolto positivamente dalla critica. Per Jack Cameron di Screen Rant la battaglia è «forse il più toccante scontro della serie». L'ultima scena del personaggio, in cui Kaworu viene raffigurato intrappolato fra le mani dell'Eva-01 di Shinji, secondo il sito Asiascape.org, rappresenterebbe uno dei momenti più riusciti della serie. Per Chris Beveridge di Mania.com, inoltre, l'immagine della tua testa mozzata che cade, visibile per alcuni attimi nel ventiquattresimo episodio, è «un momento estremamente impressionante».
Carlo Santos, altro recensore di Anime News Network, ha dichiarato di aver apprezzato il personaggio di Kaworu e il ruolo da lui rivestito nel manga di Sadamoto; stando alle sue parole: «La tensione [fra Shinji e Kaworu] diventa una delle sottotrame più intriganti [del manga]». Zac Bertschy, recensendo il lungometraggio Evangelion 3.0, ha apprezzato lo sviluppo della loro relazione, descrivendola come il «punto di forza» del lungometraggio. La rivista Anime Reign Magazine ha espresso un parere simile, sino ad arrivare a considerarlo uno dei pochi pregi della caratterizzazione dei personaggi della pellicola. T.H.E.M. Anime Reviews, di contro, ha giudicato la sua relazione con Shinji «artificiale» e piena di dialoghi criptici, descrivendola come «tematicamente efficace, ma prolissa e frettolosa».

## Influenza culturale emerchandising
Kaworu Nagisa è stato usato per delle campagne pubblicitarie e degli articoli di merchandising: action figure e nendoroid, zaini, profumi, dolciumi, cosmetici, vestiario, peluche, portachiavi, orologi e bigiotteria. Il personaggio è apparso nei vari videogiochi tratti dalla serie animata originale e in dei giochi distaccati dal franchise di Neon Genesis Evangelion, come in Kaku-san-sei Million Arthur, pubblicato dall'azienda Square Enix, Hortensia Saga di SEGA e i videogiochi Keri hime sweets, Summons Board, Divine Gate di GunHo Online Entertainment, Monster Strike, Final Gear, Puzzle & Dragons e Puyopuyo!! Quest. Nel 2018 è stato usato, assieme ad altri personaggi della serie, per delle funzionalità del 500 Type Eva, un treno ad alta velocità dedicato a Evangelion. Nel 2019 la Bandai ha annunciato un nuovo gioco di carte dedicato a Eva, intitolato Evangelion Card Game; uno dei due mazzi del gioco, chiamato Ev02, è dedicato ai personaggi di Kaworu e Asuka.
Il 22 maggio 1997 la casa editrice giapponese Kadokawa ha pubblicato un libro a lui dedicato intitolato Kaworu - Evangelion Photograph (ＫＡＷＯＲＵ－カヲル－ 新世紀エヴァンゲリオン文庫写真集?). Nell'agosto dello stesso anno la rivista giapponese June, specializzata in manga e anime omoerotici (shōnen'ai), ha pubblicato un volume intitolato Zankoku na tenshi no yō ni (残酷な天使のように? lett. "Come uno spietato angelo"). Il libro, il cui titolo è tratto dal primo verso della sigla, contiene una lunga intervista a Hideaki Anno sulla creazione di Kaworu e altri aspetti della produzione, una breve dōjinshi umoristica di un membro del personale della serie su Gendō e Fuyutsuki e dōjin di altri mangaka del panorama yaoi, come Reku Fuyanagi (Gundam Wing: Ground Zero) e Takamure Tamotsu (Umi ni nita sora no iro). Nel 2005, per celebrare il decimo anniversario dell'uscita della serie, il mangaka Mine Yoshizaki ha progettato una action figure dell'angelo Tabris in versione femminile.
Nel 2015 la Kadokawa ha pubblicato un altro libro interamente dedicato a lui intitolato Kaworu 2015: Nagisa Kaworu shashin-shū (KAWORU 2015 －渚カヲル写真集－?), contenente illustrazioni inedite, informazioni e approfondimenti. Nello stesso anno la catena 7-Eleven ha messo in commercio delle statue ad altezza naturale di 166 cm del personaggio, messe all'asta e vendute a oltre 1 728 000 yen. Nel 2017 l'Evangelion Store, il negozio ufficiale di Evangelion, ha inaugurato un festival estivo dedicato a Nagisa, mettendo in vendita articoli di merchandising inedito. Tony Takezaki lo ha omaggiato nel suo fumetto Tony Takezaki's Evangelion, in cui viene parodiato da Keroro, protagonista di Keroro Gunso. Citazioni, riferimenti e omaggi visivi e concettuali al personaggio di Kaworu sono presenti nel fumetto Ragnoverso e nel dorama Nigeru wa haji da ga yaku ni tatsu. Anche l'attrice giapponese Chiaki Kuriyama ha dichiarato di avere un debito artistico nei suoi confronti e di essersi avvicinata al mondo del doppiaggio per via del personaggio. Kristen Lopez di Comic Book Resources ha paragonato a Kaworu Albedo di Genshin Impact, ipotizzando che il secondo personaggio possa essere stato influenzato dal primo.